# Pueblo Rico
Pueblo Rico es un municipio que se encuentra sobre el costado oriental de la cordillera occidental, en el noroccidente de Risaralda a 97 kilómetros de Pereira, en Colombia. Sobre territorios montañosos regados por las aguas de los ríos San Juan, Cuanza, Tatamá, Taiba, Curumbará, Guarato, Lloraudó y Aguas Claras, además de varias quebradas y corrientes de menor caudal, es el municipio más extenso del departamento de Risaralda con 1.020 km².

## Límites
Limita con los municipios de Apía, Belén de Umbría, Mistrató y Santuario en Risaralda; Tadó, Bagadó y San José del Palmar en el departamento del Chocó y su cabecera municipal está a 90 km de Pereira.

## División Político-Administrativa
Además de su Cabecera municipal. Pueblo Rico tiene bajo su jurisdicción los siguientes Centros poblados:
- Santa Cecilia
- Villa Claret

## Historia
Los señores Hilarion Pinzón, Leandro Tamayo , Bibiano Chalarca, Justo Grajales y Sinforiano Leiva, fundaron en 1884 la localidad original de Pueblo Rico. En 1925 se inició la construcción de la Colonia Penal de Cinto sobre la margen izquierda del Río San Juan y a su alrededor surge Santa Cecilia en 1935 fue declarado como Corregimiento. En 1940 se establece el Caserío de Villa Claret al nororiente de la jurisdicción. Con estos tres poblados durante el transcurso del siglo XX se creó el municipio de Pueblo Rico.
Es el único municipio de gran importancia para los risaraldenses, porque allí convergen las tres razas: negra, indígena y mestiza, en el Corregimiento de Santa Cecilia. Existe el resguardo indígena donde todavía se conserva algunas tradiciones gastronómicas y de vivienda (tambo), los afrorisarldenses conservan sus rituales fúnebres. Por otra parte su biodiversidad tanto flora y fauna; respecto climas, cuenta con selva húmeda tropical (Corregimiento de Santa Cecilia) y clima templado en Pueblo Rico.
Siendo uno de los Municipios con la extensión territorial más grande de Risaralda - 1020 km² Pueblo Rico es un manto verde que se extiende en el occidente convirtiéndose en el pulmón más grande del Departamento llenadolo de pureza y frescura. Es un refugio para personas que buscan la tranquilidad y belleza que ofrece la naturaleza.
90 km. separan a Pueblo Rico de Pereira, con una carretera llena de inigualables paisajes que muestran la gran topografía con que cuenta Colombia haciendo el viaje agradable a la vista.
El Municipio goza de gran pureza, pues cuenta con una gran Biodiversidad tanto en flora como en fauna y con una variedad de clima - Páramo, Frío, Medio, Cálido -, que le permiten al Municipio contar con un sin números de productos agrícolas y paisajes.
Las tres razas presentes a lo largo de todo el territorio Puebloriqueño, (Indígena, Negra y Mestiza) hacen aún más hermoso e interesante a este Municipio verde donde se refugian la tradición de los Embera-Chamí, el sabor de los Afro-colombianos y la pujanza emprendedora de los mestizos de raíces paisas.

### Antecedentes
Cuentan los historiadores que: "Los descendientes de los grupos indígenas Sima o Tatamá se expandieron en épocas precolombinas hasta conformar la zona dialectal del alto San Juan, que es uno de los cinco grandes grupos de dialectos de los Emberá..." 
Aún el significado del nombre dado por los nativos a su cerro no ha sido encontrado; unos estudiosos afirman que los tatamáes pertenecían al pueblo de los indios Anserma, y en su dialecto "Tatamá" querría decir "La tierra o la piedra más alta"; mientras otros investigadores dicen que el nombre proviene de los indígenas del Chocó de influencia Caribe y entonces "Tatamá" significaría "El abuelo de los ríos". Pero, su solo nombre es suficiente legado de aquellos nativos quienes durante siglos habitaron sus laderas y nos dejaron su historia sepultada entre el silencio de los bosques húmedos a la espera de ser rescatada del olvido y puesto en alto su nombre, su valentía y su orgullo, pues antes que aceptar el sometimiento a los invasores optaron por abandonar la tierra de sus mayores, su santuario, su cerro Tatamá. 

### Comunidades presentes en el área

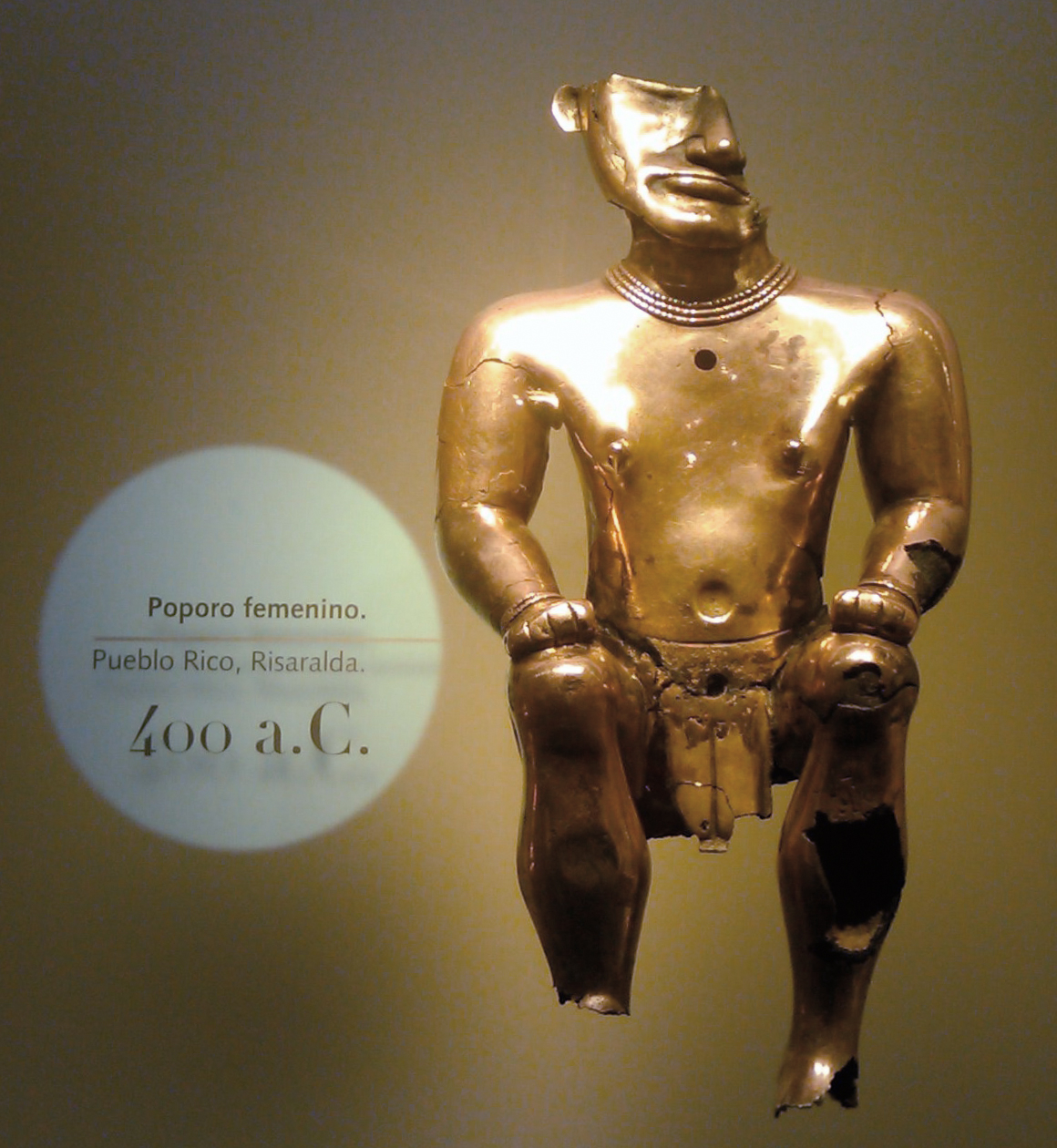
Poporo quimbaya hallado en Pueblo Rico y expuesto en el Museo del Oro de Bogotá.

La región se encuentra poblada actualmente por comunidades negras, e indígenas Embera Chamí Pacífico Centro (Cuenca del río San Juan) y mestizos en el Eje Cafetero (río Cauca). De acuerdo con las características socioculturales de los habitantes, existen diferencias marcadas entre los dos flancos de la Cordillera Occidental, con respecto al manejo y aprovechamiento de los recursos naturales.
En la cuenca del río San Juan (lado occidental de la Cordillera), donde predomina la población negra e indígena, se caracteriza por tener sistemas basados en la horticultura y la agricultura itinerante, la recolección y la cacería, estableciendo prácticas de uso apropiadas para las zonas selváticas. En la cuenca del Río Cauca (lado oriental de la Cordillera), prevalece la población mestiza, los sistemas productivos son típicos del Eje Cafetero (departamentos de Caldas, Quindío, Risaralda y norte del Valle del Cauca).

## Alcaldes de elección popular
- Alberto Hincapié Hincapié
- Sigifredo Salazar
- Octavio Velásquez Hincapié
- Jorge Olmedo Patiño
- Germán Vargas Castaño
- José Germán Osorio Flórez
- Octavio Velásquez Hincapié
- José Yesid Arango Torres
- Jaime Mena Buenaños
- Nicolás Antonio Gutiérrez Duque
- Rubén Darío Ruiz Acevedo
- Leonardo Fabio Siágama Gutiérrez 2020-2023

## Datos básicos
- Superficie: 1020 km²
- Población con necesidades básicas insatisfechas: 52.91%[cita requerida]

## Economía
Para el Municipio de Pueblo Rico la economía esta alrededor de la caña panelera, el plátano, banano, ganadería y el pancoger y con listena , ya que han constituido la base de la alimentación en la región para todos los grupos presentes en ella .

## Turismo

### Sitios turísticos
Turismo de aventura
Rio Taiba, Cascada del Fantasma, parque natural municipal Río Negro, Cerro Tatamá vía Santuario.
Turismo ecológico
Jardín Botánico, parque natural municipal Río Negro, parque natural nacional Tatamá, reserva natural Alto Amurrapa, avistamiento de aves en la vereda Montebello
Etnoturismo
Santa Cecilia, Villa Claret y los diferentes resguardos indígenas.
Turismo científico
Este se puede practicar especialmente en el parque natural municipal Río Negro y parque natural nacional Tatamá, donde se encuentran diferentes especies de fauna y flora en vía de extinción.
Turismo recreativo
Se puede practicar en el Jardín Botánico en la orilla del río Negro, en el río Gito y el río Guarato, además de la quebrada Piedras, ubicada en las veredas Piedras y El Silencio.

## Personajes
- Deiner Córdoba, futbolista.
- Francisco Córdoba, futbolista.

## Servicios públicos
- Energía Eléctrica: Central Hidroeléctrica de Caldas (CHEC), del grupo EPM, es la empresa prestadora del servicio de energía eléctrica.
- Gas Natural: Efigas es la empresa distribuidora y comercializadora de gas natural en el municipio.